# All Them Witches
All Them Witches is een in 2012 opgerichte Amerikaanse neo-psychedelische bluesrock-band uit Nashville. De muziek vertoont invloeden uit de jaren zestig en zeventig, met name bands als Blue Cheer, Black Sabbath, Led Zeppelin, Mountain, Gris-Gris and Sun, Dr. John en Junior Kimbrough.
Het debuutalbum Our Mother Electricity kwam in 2012 uit bij het Duitse Elektrohasch. Al snel kwam daarna de EP Extra Pleasant uit, die met twee microfoons direct op een cassetterecorder werd opgenomen. Het tweede studioalbum, Lightning at the Door (2014), werd aanvankelijk uitgebracht op de eigen Bandcamp-pagina, maar werd later gedistribueerd door Tone Tree Music. 
Na optredens op onder meer SXSW bracht de band in 2015 zijn derde album ‘’Dying Surfer Meets His Maker’’ uit, in zes dagen opgenomen in een afgelegen hut in Tennessee. Deze plaat kreeg een score van 72 op Metacritic.

## Bandleden
- Charles Michael Parks, Jr.– basgitaar en zang
- Ben McLeod – gitaar
- Allan Van Cleave – toetsen, orgel (t/m oktober 2018)
- Robby Staebler – drums (t/m april 2024)

## Discografie

### Albums
- 2012 - Our Mother Electricity
- 2013 - Lightning at the Door
- 2015 - Dying Surfer Meets His Maker
- 2017 - Sleeping Through The War
- 2018 - ATW
- 2020 - Nothing as the Ideal

### Live albums
- 2015 - At The Garage
- 2016 - Live in Brussels
- 2021 - Live on the Internet

### Ep's
- 2012 - All Them Witches
- 2013 - Extra Pleasant
- 2014 - Effervescent
- 2015 - A Sweet Release
- 2018 - Lost and Found